# Michał Wesołowski (Pianist)
Michał Wesołowski (* 13. März 1936 in Warschau; † 24. Juli 2021) ist ein polnischer Pianist und Musikpädagoge.
Wesołowski studierte am Warschauer Konservatorium und setzte seine Ausbildung als Stipendiat der französischen Regierung in Paris fort. Nach seiner Rückkehr nach Warschau gab er als Mitglied der Gruppe Musica Nova di Varsovia Konzerte in Polen und im Ausland. Nachdem ihm wegen der Unterzeichnung eines Protestbriefes gegen die Verfolgung oppositioneller Akademiker 1968 die Arbeit in Polen unmöglich gemacht wurde, emigrierte er 1972 nach Schweden.
Von dort aus nahm er seine internationale Konzerttätigkeit wieder auf, wirkte als Juror bei Klavierwettbewerben und gab u. a. Vorlesungen an der University of California und der Universität Nagoya. Ab 1982 unterrichtete er an er Musikschule in Malmö, 2000 wurde er Professor für Klavier an der Universität Lund. Er arbeitete mit Komponisten wie Siegfried Naumann, Jóhann Jóhannsson und Per Nørgård zusammen und wurde für seine Aufnahmen u. a. mit einem Diapason d’or ausgezeichnet.